# Danmark (film fra 2017)
 For alternative betydninger, se Danmark (flertydig). (Se også artikler, som begynder med Danmark)
Danmark er en dansk ungdomsfilm fra 2017. Filmen blev instrueret af Kasper Rune Larsen. Den havde premiere den 1. oktober 2017 på CPH PIX og har Radiator Film ApS samt Anti Film som produktionsselskaber.

## Medvirkende
- Frederikke Dahl Hansen som Josephine "Josse"
- Jonas Lindegaard Jacobsen som Norge
- Jacob Skyggebjerg som Myre
- Jens "JK" Kristian som JK
- Marta Holm som Anna